# Hawar (archipelag)
Wyspy Hawar (arab. ‏جزر حوار‎; Juzur Ḥawār) – grupa wysp w Zatoce Perskiej.
Wyspy leżą 1,4 km od wybrzeża Kataru, należą jednak do odległego o 19,7 km Bahrajnu i wchodzą w skład Gubernatorstwa Południowego.
Wyspy Hawar zajmują obszar 50,6 km². W 2001 roku mieszkało tu 3875 osób.

## Lista wysp
- Hawar
- Rubud Al Gharbiyah
- Rubud Al Sharqiyah
- Ajirah
- Al Hajiyat
- Muhazwarah
- Jazīrat Jinān
- Umm Jinni
- Bū Sadād
- al Wukūr
- Suwād ash Shamālīyah
- Suwād al Janūbīyah
- Bu Tammur
- Umm Kharūrah